# Êta Mundo Melhor!
Êta Mundo Melhor! é uma telenovela brasileira produzida e exibida pela TV Globo desde 30 de junho de 2025. Substituiu Garota do Momento, sendo a 102.ª "novela das seis" exibida pela emissora.
Criada e escrita por Walcyr Carrasco (até o capítulo 30) e Mauro Wilson, com colaboração de Cleissa Regina Martins, Bruno Segadilha, Letícia Mey, Rodrigo Salomão e Nilton Braga, tem direção de Nathalia Ribas, Alexandre Macedo, Mayara Aguiar e Lúcio Tavares, direção geral de João Paulo Jabur e direção artística de Amora Mautner. Trata-se da continuação de Êta Mundo Bom! (2016), também de autoria de Carrasco, dando sequência às aventuras de Candinho e seu burro Policarpo, usando como base o filme do personagem homônimo e a obra Cândido, ou O Otimismo, de Voltaire, além de elementos da novela infantil A Pequena Órfã (1968–69),  escrita por Teixeira Filho para TV Excelsior e no romance infantil Oliver Twist, do escritor Charles Dickens.
Conta com Sergio Guizé, Jeniffer Nascimento, Heloísa Périssé, Eriberto Leão, Flávia Alessandra,  Luís Miranda, Larissa Manoela e Rainer Cadete nos papéis principais.

## Enredo
Ambientada no início da década de 1950, Candinho (Sergio Guizé) agora vive sozinho já que sua mãe, Anastácia (Eliane Giardini), faleceu por conta da notícia do desaparecimento do seu neto, sequestrado por Ernesto (Eriberto Leão), que após ser dado como morto após um acidente de carro, acaba também provocando a morte de Filó (Débora Nascimento) em um incêndio. Seguindo o seu lema, "Tudo o que acontece de ruim na vida da gente é pra melhorar", Candinho decide sair em busca do filho perdido, contando com o apoio de seu fiel escudeiro, o burro Policarpo, e de seu novo conselheiro, o professor Asdrúbal (Luís Miranda), indicado pelo professor Pancrácio (Marco Nanini), que viajou para a Grécia após o falecimento de Anastácia.
O que Candinho não sabe é que Júnior (David Malizia), seu filho, que agora atende pelo nome de Samir, foi deixado em um orfanato em São Paulo, que é comandado por Zulma (Heloísa Périssé), a prima de Ernesto, uma mulher vigarista e exploradora, que vive de golpes, e tentará de tudo para arrancar dinheiro do herdeiro de Anastácia, e ao longo da trama, poderá acabar se interessando pelo mocinho, sem contar, os tipos de maldades que ela faz contra as crianças do Casa dos Anjos. Candinho acaba fazendo amizade com Samir ao chegar na cidade, sem saber que ele é o menino perdido e o ajuda com várias lições de vida, mas o mocinho otimista terá que lidar com novos problemas na busca pelo filho.
Um deles é o seu primo Celso (Rainer Cadete). Ele fica inconformado após ter recebido de herança da sua tia apenas um relógio de bolso e ainda ter uma vida infeliz após acompanhar de perto a morte de Maria (Bianca Bin). Maria reconheceu o filho de Candinho nos braços de Zulma e tentando recuperar a criança, acabou sendo atropelada, precisando passar por uma cirurgia de emergência que culmina com a sua morte. Celso sente a dor da perda da amada e decide lutar para colocar as mãos na fortuna do primo, e para isso, está prestes a ajudar libertar Sandra (Flávia Alessandra) da prisão.
Celso, no entanto, vê seus planos correndo risco de não serem concretizados quando se aproxima de Estela (Larissa Manoela), a enfermeira que cuidou de Maria até seu último dia de vida, que confia seus filhos aos cuidados da moça. Ela, entretanto, acaba se apaixonando pelo mau caráter, assim como ele também se interessa pela donzela, mas é tomado pela ambição e o relacionamento entre os dois acaba acendendo uma dúvida se vale a pena retornar ao mundo do crime para conseguir o que almeja. Celso se interessa pela antiga fábrica de sabonetes da família, a qual vendeu no passado para Candinho, que agora produz biscoitos, levando o nome Encanto. Além disso, prestes a ser solta da prisão, Sandra foge do país com a ajuda de Ernesto e se refugia na Bolívia após se envolver em um conflito com Nádia, tem a sua liberdade revogada, e para não ser presa novamente, restou essa única opção.
Enquanto isso, na Fazenda Dom Pedro II, Dita (Jeniffer Nascimento), após ter sido traída por Quincas (Miguel Rômulo), não aguentará mais as humilhações de Cunegundes (Elizabeth Savala) e foge do local, junto com a sua tia Manoela (Dhu Moraes) e o filho Joaquim (Tom Zé), se refugiando em São Paulo, buscando viver uma nova vida. Para sobreviver, ela se tornará cantora de rádio e acaba virando uma das rainhas do canto. Candinho a ouvirá cantando em um show no Táxi Dancing e acabará se apaixonando pela mocinha. Ela se comove com a história dele e decide se unir para procurar o garoto, mas tendo que ajudar o positivo mocinho a não cair em novas armadilhas, além de passarem a se envolver romanticamente.

## Elenco
| Intérprete          | Personagem                                                   |
| ------------------- | ------------------------------------------------------------ |
| Sergio Guizé        | Cândido Policarpo Sampaio dos Santos (Candinho)              |
| Jeniffer Nascimento | Benedita Ribeiro da Silva (Dita)                             |
| Heloísa Périssé     | Zulma Dias                                                   |
| Eriberto Leão       | Ernesto Dias                                                 |
| Flávia Alessandra   | Sandra Sampaio Carneiro                                      |
| Larissa Manoela     | Estela Freitas                                               |
| Rainer Cadete       | Celso Sampaio Carneiro                                       |
| Luís Miranda        | Professor Asdrúbal Santelmo                                  |
| Elizabeth Savalla   | Cunegundes Pereira Torres (Boca de Fogo)                     |
| Ary Fontoura        | Joaquim Pereira (Quinzinho)                                  |
| Betty Gofman        | Medéia Pereira                                               |
| Anderson Di Rizzi   | José Francisco Leitão (Zé dos Porcos)                        |
| Castorine           | Maria Divina dos Anjos                                       |
| Dhu Moraes          | Manuela da Silva                                             |
| Miguel Rômulo       | Joaquim Pereira Torres Filho (Quincas)                       |
| Maria Carol Rebello | Olga Macedo                                                  |
| Flávio Tolezani     | Dr. Afonso Araújo (Araújo)                                   |
| Paula Burlamaqui    | Sônia                                                        |
| Monique Alfradique  | Tamires Ribeiro                                              |
| Fábio de Luca       | Detetive Sabiá                                               |
| Evelyn Castro       | Zenaide                                                      |
| Nívea Maria         | Margarida Batista                                            |
| Tony Tornado        | Lúcio                                                        |
| Rosane Gofman       | Olímpia Castelar                                             |
| Marcelo Argenta     | Dr. Lauro Ortiz                                              |
| Cleiton Morais      | Tobias Assis                                                 |
| Kenya Costta        | Maria Quitéria (Quitéria)                                    |
| João Camargo        | Padre Lucas                                                  |
| Grace Gianoukas     | Jocasta                                                      |
| Gabriel Canella     | Vermelho                                                     |
| Duio Botta          | Tales                                                        |
| Lívia Silva         | A definir                                                    |
| Kênia Bárbara       | Haydée                                                       |
| Luciana Fernandes   | Francine                                                     |
| Mariana Bridi       | Mirtes                                                       |
| Cristiane Amorim    | Carmem                                                       |
| Laura Fernandez     | Penélope                                                     |
| Bruno de Mello      | Paulo                                                        |
| Cecília Beraba      | Beth Lúcia                                                   |
| David Malizia       | Cândido Policarpo Sampaio dos Santos Júnior (Júnior) / Samir |
| Isaac Amendoim      | Wellington Cristóvão Ferreira (Picolé)                       |
| Isabelly Carvalho   | Anabela Freitas                                              |
| Ygor Marçal         | Tico                                                         |
| Vicente Alvite      | Aladdin                                                      |
| Arthur Yera         | Simbá                                                        |
| Maya Dias           | Denguinho                                                    |
| Tom Zé              | Joaquim Pereira Torres Neto (Quincão)                        |
| Maitê Page          | Maroca                                                       |
| Dandara Arcebispo   | Jasmin                                                       |
| Miguel Leonardo     | Pepeu                                                        |
| Valentina Militão   | Rosinha                                                      |
| Marina Cypriano     | Felícia                                                      |
| Kael Sturne         | Cacau                                                        |
| Valentina Reis      | Lili                                                         |

### Participações especiais
| Intérprete          | Personagem                  |
| ------------------- | --------------------------- |
| Bianca Bin          | Maria Lima Sampaio Carneiro |
| Dudu Azevedo        | Clóvis da Silva             |
| Lu Grimaldi         | Aurora                      |
| Clarissa Pinheiro   | Carcereira Nádia            |
| Daniela Fontan      | Enfª. Kátia                 |
| Suzana Abranches    | Doralice                    |
| Aramis Trindade     | Dr. Fagundes                |
| Thiago Justino      | Delegado Ranulfo Praxedes   |
| Cláudio Mendes      | Pocidônio                   |
| Izabella Bicalho    | Eneida Maria                |
| Edmilson Barros     | Josemar                     |
| Bia Nunnes          | Dona Dirce                  |
| Cláudio Gabriel     | Aderbal                     |
| Dani Barros         | Marilda                     |
| Alexandre Dacosta   | Cirineu                     |
| Isio Ghelman        | Comendador Padilha          |
| Chico Terrah        | Anacleto dos Anjos          |
| Glicério do Rosário | Damião                      |
| Juliana Guimarães   | Jacira                      |
| Luciano Quirino     | Dr. Carneiro                |
| Raissa Xavier       | Ermelinda                   |
| Giovanna Rispoli    | Cunegundes (jovem)          |
| João Pedro Zappa    | Cirineu (jovem)             |

## Produção
Mauro Wilson inicialmente estava escalado para produzir Conta Comigo, novela esta que substituiria Família É Tudo no segundo semestre de 2024. No entanto, em fevereiro de 2024, a Globo decidiu suspender a produção da trama, alegando que a premissa do texto, em que o antagonista principal se tornaria político após ser eleito, poderia ter repercussão negativa por coincidir com as eleições municipais, afim de evitar associações com figuras políticas, como ocorreram em O Salvador da Pátria (1989) e Porto dos Milagres (2001). Além disso, Dança da Vida, de Maria Adelaide Amaral, que iria substituir A Padroeira (2001–02), também foi engavetada na época por sua trama apresentar temas políticos durante o período eleitoral, além de enfrentar problemas judiciais. Mauro foi enviado ao horário das seis para escrever um novo projeto, visando substituir Garota do Momento em 2025.
Com a boa repercussão de No Rancho Fundo (2024), que era um epílogo de Mar do Sertão (2022–23), no horário das seis, a TV Globo anunciou em 23 de abril de 2024 a produção de uma sequência direta de Êta Mundo Bom! (2016). Walcyr Carrasco continuaria sendo o autor principal da trama, retomando a parceria com Amora Mautner na direção. No entanto, a dupla trabalharia junto até o capítulo 30, enquanto que o restante da obra seria escrito por Mauro Wilson, mas com a supervisão de Carrasco, que passaria a focar em seu texto no horário das nove, previsto para estrear em 2026. A novela chegou a receber como títulos provisórios Êta Mundo Bom! 2 e Êta Mundo Bom! - Segunda Temporada, mas posteriormente passou a ser batizada como Êta Mundo Melhor!.
Inicialmente prevista para estrear no dia 9 de junho de 2025, a novela foi adiada para o dia 30 por conta do esticamento de Garota do Momento, que até aquele momento se tornava um sucesso comercial e de crítica, além de garantir bons índices para a faixa. Além disso, a trama passou a ter dificuldades para fechar o elenco após recusas dos atores por compromissos já fechados. Questões salariais também foram apontadas como uma das responsáveis pelo atraso na escalação do elenco e o grande crescimento da recusa de atores da "primeira parte", forçando a mudança no enredo original. Faltando menos de dois meses para a estreia, a novela ganhou mais dezoito capítulos, passando de 190 para 208 capítulos ao todo. A ideia é fazer com a que a sua substituta estreie no mês de março, período em que a Globo costuma apresentar as suas novidades. Outro motivo é que a sua reta final seria exibida durante a semana do Carnaval, assim como a estreia de sua sucessora, o que poderia impactar, na visão da emissora, no desempenho das duas novelas.

### Incêndio na cidade cenográfica
No dia 18 de fevereiro de 2025, um incêndio de grandes proporções atingiu um dos cenários da novela, ainda em fase de finalização, nos Estúdios Globo, em Curicica, Rio de Janeiro, afetando também os cenários da próxima novela das sete, Dona de Mim (que foi o epicentro as chamas, mas não atingindo totalmente as locações), e do humorístico Tô de Graça. Por estar sem uso naquele momento, não houve vítimas entre membros do elenco, apesar de três brigadistas do corpo de bombeiros terem ficado feridos na ação, sendo imediatamente atendidos. A cidade cenográfica da trama teve danos maiores. Mas, mesmo com todo o estrago, o cronograma da novela não foi afetado, mantendo a estreia para o mês de junho.

### Gravações
As gravações iniciaram no dia 14 de abril de 2025, começando com os núcleos externos. Para compor os instrumentais de fundo, Mú Carvalho foi o escolhido para assumir a responsabilidade, retornando à Globo desde Um Lugar ao Sol (2021–22).

### Escolha do elenco
Sergio Guizé foi o primeiro nome anunciado para interpretar novamente Candinho, mas impondo como condição a liberação aos finais de semana para se dedicar ao teatro, sendo aceita pela Globo. Além de Guizé, Flávia Alessandra e Anderson Di Rizzi demonstraram interesse em interpretarem novamente seus respectivos papeis de Êta Mundo Bom!, com as negociações avançando entre as partes e os dois confirmando presença, com Rizzi voltando às telenovelas desde A Dona do Pedaço (2019) e Alessandra volta a ter um papel fixo desde Salve-se Quem Puder (2020–21), apesar de ter feito uma participação especial em Família É Tudo (2024). A dupla retorna ao horário das seis desde a primeira parte da trama. Todavia, Alessandra ficaria até o décimo terceiro capítulo da novela, deixando temporariamente o elenco e abrindo um mistério sobre o retorno da vilã Sandra, uma vez que a atriz gravaria o piloto de Vidas Paralelas, a possível telenovela das cinco da Globo. Flávia retornaria em setembro à novela.
Alguns nomes foram procurados pela Globo para estarem na continuação, sendo eles: Elizabeth Savala, Ary Fontoura, Camila Queiroz, Klebber Toledo, Marco Nanini e Ana Lúcia Torre. No caso de Queiroz e Toledo, um dos entraves seria o compromisso acertado com a Netflix para o reality show Casamento às Cegas: Brasil. Todavia, a Globo optou por oferecer ao casal apenas uma participação especial, como forma de homenagear o autor Walcyr Carrasco, chegando a receber uma avaliação positiva de ambos, mas as negociações não avançaram, assim como a de Nanini e a de Torre, que no caso da última, a atriz optou por priorizar os trabalhos no teatro, anunciando seu afastamento das telenovelas. Além desses, outras ausências confirmadas foram as de Eliane Giardini, Débora Nascimento, Arthur Aguiar, Rosi Campos, Priscila Fantin e Flávio Migliaccio. A primeira é por conta de sua escalação como uma das personagens centrais em Mania de Você (2024–25), a segunda até chegou a ser anunciada no elenco, mas acabou desistindo depois por questões contratuais, o terceiro optou por focar na carreira pela internet, a quarta não foi convidada por estar no ar naquele momento em A Caverna Encantada, do SBT, a quinta decidiu ainda se manter afastada das telenovelas desde a sua participação especial em Haja Coração (2016) e o último por ter falecido em 2020.
Outros nomes da primeira parte também confirmaram presença como Jeniffer Nascimento, Rainer Cadete, Bianca Bin, Eriberto Leão, Rosane Gofman, Dhu Moraes, Miguel Rômulo, Maria Carol Rebello, Flávio Tolezani e Marcelo Argenta. Porém, Bin vai fazer apenas uma participação especial na continuação. A novela também marca o retorno de Gofman ao gênero desde A Dona do Pedaço e ao horário das seis desde Orgulho e Paixão (2018).
Já para interpretar os novos personagens da trama, a Globo convidou Larissa Manoela, que aceitou o trabalho para viver uma das protagonistas, retornando ao horário das 18h desde Além da Ilusão (2022). Além disso, Paulo Vieira também foi convidado para ser o intérprete do professor Asdrúbal, o que marcaria a sua estreia em telenovelas após o humorista recusar participar de Vale Tudo (2025) por conta dos projetos Avisa Lá Que Eu Vou e Pablo e Luisão. Mas, devido ao sucesso comercial da quarta temporada do Avisa Lá Que Eu Vou, a emissora optou por desistir de sondar Vieira para a novela. O papel do novo conselheiro de Candinho acabou sendo oferecido à Luís Miranda, que volta às telenovelas desde Geração Brasil (2014), além de estrear no horário das seis. Outros nomes confirmados foram os da humorista Castorine, após ter sido destaque em Elas por Elas (2023–24), Tony Tornado, que emenda mais um trabalho após participações em Garota do Momento (2024–25) e Volta por Cima (2024-25), Grace Gianoukas, que retornaria ao horário das seis desde Orgulho e Paixão e Paula Burlamaqui, que emenda mais um papel no horário após Elas por Elas.
Gianoukas, no entanto, sofreu um acidente doméstico em abril e virou alvo de boatos que anunciavam a sua saída da novela e a substituição da intérprete de Medéia por Betty Gofman, o que foi negado pela Globo, garantindo a atriz no elenco, mas com a sua personagem entrando no decorrer da história. Essa também é a quarta vez desde Caminho das Índias (2009), Começar de Novo (2004–05) e O Beijo do Vampiro (2002–03) em que as irmãs Betty e Rosane Gofman atuam juntas em uma telenovela, marcando também o retorno da primeira ao horário das seis desde Órfãos da Terra (2019).
Heloísa Périssé foi sondada para ficar no papel de Zulma, sendo confirmada posteriormente, marcando o seu retorno às telenovelas desde Novo Mundo (2017), quando fez apenas uma participação especial, fazendo a sua primeira vilã em uma telenovela, após anos interpretando papéis cômicos. Nívea Maria também foi confirmada na trama, retornando às telenovelas desde A Dona do Pedaço e ao horário das seis desde Tempo de Amar (2017–18). Integrante do grupo Porta dos Fundos, Fábio de Luca também confirmou presença na trama, sendo a sua estreia no gênero. Para o papel de Cândido, inicialmente chamado de Amadeu, o ator mirim e destaque no filme Chico Bento e a Goiabeira Maraviósa, Isaac Amendoim, havia sido o escolhido para ser o protagonista mirim. Porém, houve uma troca e David Malizia acabou ficando com o personagem e Isaac passaria a interpretar Picolé, outro personagem importante da história. Ambos fazem a sua estreia em telenovelas. A novela também marca o retorno de Evelyn Castro ao gênero, ausente desde Quanto Mais Vida, Melhor! (2021–22).
O folhetim também marca o retorno de Dudu Azevedo à TV Globo após dez anos, fazendo uma participação especial ao decorrer da história. Seu último trabalho na emissora foi em Babilônia (2015) e no horário das seis foi em Flor do Caribe (2013).

## Exibição
O primeiro teaser da novela foi ao ar em 3 de junho de 2025 durante o intervalo de Vale Tudo. As cenas de Candinho contando sua trajetória para transeuntes em uma banco de praça foram inspiradas nas cenas do filme Forrest Gump (1994) e contaram com a participação de Walcyr Carrasco, o autor da trama.

## Trilha sonora
A emissora divulgou no dia 2 de julho, dois dias após a estreia da novela, a trilha sonora oficial da trama, através de uma playlist no seu perfil oficial do Spotify:
- "O Sanfoneiro Só Tocava Isso", Lauana Prado part. Rodrigo Suricato (tema de abertura) [116][1]
- "Meu Policarpo", Sérgio Reis
- "Quem Vem de Longe", Gusttavo Lima
- "Tudo Que Acontece de Ruim É Pra Melhorar", Mú Carvalho e Tuca Oliveira
- "É o Amor", Zezé di Camargo & Luciano
- "Chegou Pra Ficar", Flor Gil
- "As Andorinhas", Trio Parada Dura
- "Um Nós Por Dois Eus", Os Nonatos
- "Saudade da Minha Terra", Chitãozinho & Xororó
- "Tudo O Que Você Podia Ser", Milton Nascimento (tema de Estela)
- "Que Será", Dalva de Oliveira
- "Laços da Saudade", Peão Carreiro & Praiano
- "Tristeza do Jeca", Maria Bethânia part. Caetano Veloso e Zezé di Camargo
- "Beijinho Doce", As Galvão
- "Meu Vício é Você", Nelson Gonçalves
- "Um Gago Apaixonado", João Nogueira
- "Nothing But the Best", Frank Sinatra
- "Do I Love You?", Ella Fitzgerald
- "Bewitched, Bothered and Bewildered", Ella Fitzgerald
- "Dream a Little Dream of Me", Jennifer Nascimento (tema de Dita)
- "Toda Gente", Zé Ibarra

## Repercussão

### Audiência
O primeiro capítulo registrou 21,5 pontos e 34% de share, segundo dados consolidados do Kantar IBOPE Media, referentes à Região Metropolitana de São Paulo, superando em 0,5 ponto da média de estreia da sua antecessora e tendo o melhor índice desde a reapresentação de Flor do Caribe (2013) em 2020. No Rio de Janeiro, a estreia registrou 28,4 pontos e 44,6% de share.
O segundo capítulo registrou 18,7 pontos. Em sua primeira semana fechou com 19,9 pontos, apresentando o melhor desempenho desde Éramos Seis (2019–20). No Rio de Janeiro, o desempenho foi superior a Escrito nas Estrelas (2010). No dia 9 de julho de 2025, bateu seu primeiro recorde com 21,8 pontos. Em 4 de agosto registrou 22,3 pontos, repetindo a média no dia 18 e chegando aos 24,1 de pico.
Registrou seu pior índice no dia 2 de agosto com apenas 10,8 pontos, sendo motivada pelas mudanças na programação por conta da final da Copa América Feminina de 2025.